# 力駒雄偉
力駒 雄偉（ちからこま ゆうい、1948年2月28日 - 2023年12月16日）は、北海道小樽市出身で宮城野部屋に所属した元大相撲力士。本名は相馬 雄偉（そうま ゆうい）、一時期相馬 鉄雄（そうま てつお）に改名していた。最高位は西十両11枚目。174cm、115kg。得意技は押し、右四つ、寄り。

## 経歴
中学校では柔道を習い、中学校を卒業して札幌の会社に就職したが「高校へ進学するなら学校の休みに出勤すれば良い」と言われて北海高等学校へ進学した。高校では相撲部に所属していた。
1966年11月場所に初土俵。長く幕下で低迷し、1976年7月場所で力駒に改名したものの2勝5敗と負け越したので、9月場所前に廃業も考えたが、安治川に「お前、相撲界に入って自分の納得できる相撲を取って来たか、もしそうでなかったら秋場所は勝っても負けても自分で納得できる相撲を取ってからでも辞めるのは遅くないだろう」と言われて翻意すると、 9月場所は6勝1敗の好成績で優勝決定戦に出場し、11月場所は西幕下15枚目の地位で7戦全勝で優勝を遂げて、初土俵から10年超が経過した1977年1月場所に十両昇進を果たした。3場所連続で休場した1977年9月場所に廃業。廃業後は愛知県名古屋市で季節料理店「北海道料理 そうま」を経営した。2023年12月16日に死去したことが、長男で治療家・俳優の相馬龍輔のInstagramにて明らかにされた、享年75。

## エピソード
力士が引退すれば断髪式で師匠に髷を切ってもらうのが通例だが、力駒の現役引退直後に師匠の宮城野親方（元横綱・吉葉山）が亡くなり、「師匠に切って頂けないと髷を落とせない」と20年以上断髪せず髷をつけたままで過ごしていた。だが50歳の時に宮城野部屋からの呼びかけに応じて断髪式を行ない、現役時代の弟弟子で宮城野を継いでいた10代宮城野（元前頭・竹葉山）が止め鋏を入れた。この断髪式ではもし生きていれば止め鋏を入れるはずであった師匠の吉葉山潤之輔の写真が会場に掲げられていた。

## 主な成績
- 通算成績：239勝205敗27休 勝率.538
- 十両成績：10勝20敗 勝率.333
- 現役在位：66場所
- 十両在位：2場所
- 各段優勝
  - 幕下優勝：1回（1976年11月場所）
  - 序ノ口優勝：1回（1967年1月場所）

### 場所別成績
| | 一月場所 初場所（東京） | 三月場所 春場所（大阪） | 五月場所 夏場所（東京） | 七月場所 名古屋場所（愛知） | 九月場所 秋場所（東京）   | 十一月場所 九州場所（福岡） |
| --- | ----------------------- | ----------------------- | ----------------------- | --------------------------- | ------------------------- | --------------------------- |
| 1966年 （昭和41年） | x                       | x                       | x                       | x                           | x                         | （前相撲）                  |
| 1967年 （昭和42年） | 西序ノ口16枚目 優勝 7–0 | 東序二段17枚目 6–1      | 東序二段19枚目 5–2      | 西三段目69枚目 6–1          | 西三段目32枚目 3–4        | 東三段目35枚目 3–4          |
| 1968年 （昭和43年） | 西三段目43枚目 3–4      | 西三段目49枚目 3–4      | 西三段目62枚目 5–2      | 西三段目34枚目 5–2          | 東三段目8枚目 2–5         | 東三段目29枚目 3–4          |
| 1969年 （昭和44年） | 西三段目32枚目 4–3      | 西三段目17枚目 4–3      | 東三段目10枚目 3–4      | 東三段目15枚目 4–3          | 西三段目4枚目 4–3         | 東幕下54枚目 4–3            |
| 1970年 （昭和45年） | 西幕下48枚目 4–3        | 東幕下40枚目 5–2        | 東幕下24枚目 5–2        | 西幕下13枚目 4–3            | 西幕下8枚目 3–4           | 西幕下14枚目 4–3            |
| 1971年 （昭和46年） | 東幕下10枚目 1–6        | 東幕下34枚目 3–4        | 東幕下43枚目 5–2        | 西幕下21枚目 1–6            | 西幕下49枚目 5–2          | 西幕下27枚目 0–1–6          |
| 1972年 （昭和47年） | 西幕下57枚目 3–4        | 東三段目7枚目 6–1       | 西幕下41枚目 5–2        | 西幕下25枚目 3–4            | 西幕下33枚目 5–2          | 西幕下19枚目 4–3            |
| 1973年 （昭和48年） | 西幕下14枚目 4–3        | 東幕下12枚目 1–6        | 西幕下36枚目 4–3        | 西幕下30枚目 5–2            | 東幕下17枚目 3–4          | 東幕下25枚目 4–3            |
| 1974年 （昭和49年） | 東幕下19枚目 2–5        | 東幕下35枚目 3–4        | 東幕下46枚目 5–2        | 東幕下29枚目 3–4            | 西幕下36枚目 5–2          | 西幕下19枚目 4–3            |
| 1975年 （昭和50年） | 西幕下13枚目 3–4        | 東幕下20枚目 3–4        | 東幕下26枚目 2–5        | 東幕下44枚目 5–2            | 東幕下26枚目 4–3          | 東幕下20枚目 4–3            |
| 1976年 （昭和51年） | 東幕下15枚目 4–3        | 東幕下12枚目 3–4        | 西幕下18枚目 3–4        | 西幕下25枚目 2–5            | 東幕下43枚目 6–1          | 西幕下15枚目 優勝 7–0       |
| 1977年 （昭和52年） | 西十両11枚目 7–8        | 東十両13枚目 3–12       | 東幕下11枚目 休場 0–0–7 | 東幕下46枚目 休場 0–0–7     | 東三段目22枚目 引退 0–0–7 | x                           |
| 各欄の数字は、「勝ち-負け-休場」を示す。 優勝 引退 休場 十両 幕下 三賞：敢=敢闘賞、殊=殊勲賞、技=技能賞 その他：★=金星 番付階級：幕内 - 十両 - 幕下 - 三段目 - 序二段 - 序ノ口 幕内序列：横綱 - 大関 - 関脇 - 小結 - 前頭（「#数字」は各位内の序列） |                         |                         |                         |                             |                           |                             |

## 改名歴
- 相馬 雄偉（そうま ゆうい）1966年11月場所 - 1970年1月場所
- 地駒 雄偉（ちごま ゆうい）1970年3月場所 - 1971年7月場所
- 相馬山 雄偉（そうまやま ゆうい）1971年9月場所 - 1976年5月場所
- 力駒 雄偉（ちからこま ゆうい）1976年7月場所 - 1977年9月場所